# Bourbonanthura vaitapensis
Bourbonanthura vaitapensis là một loài chân đều trong họ Leptanthuridae. Loài này được Müller miêu tả khoa học năm 1993.